# Equipos participantes en la Copa Mundial de Fútbol de 1990

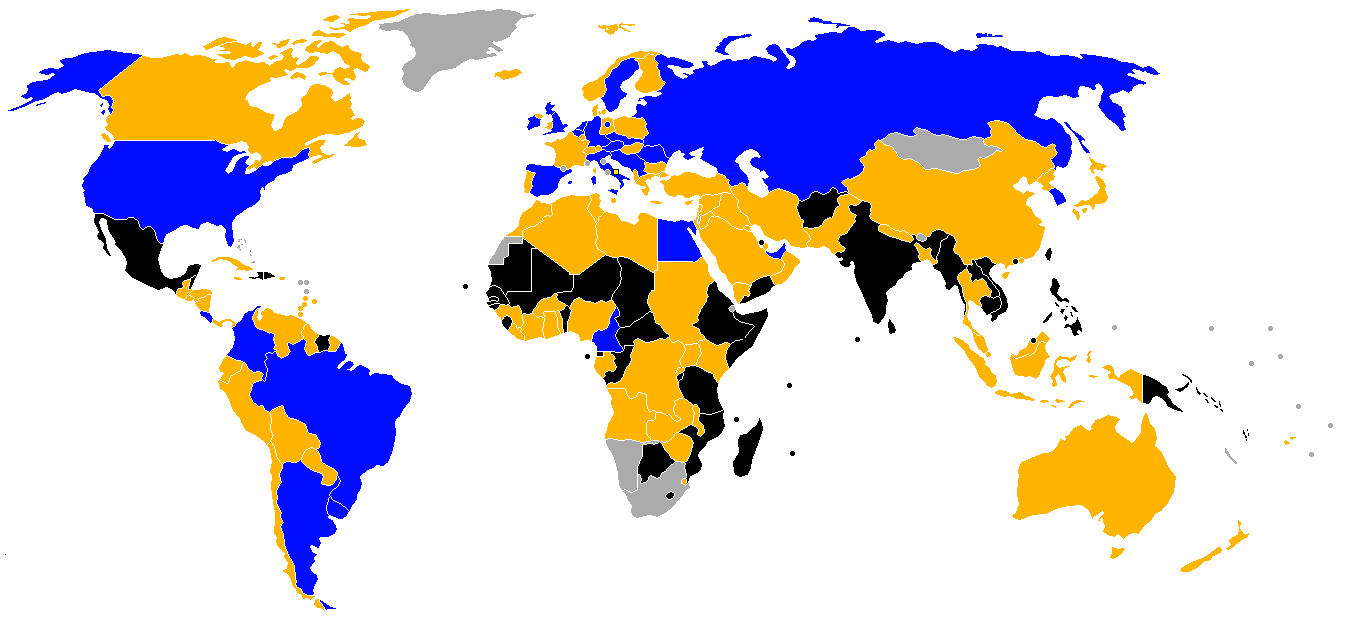
Equipos participantes.

Para la XIV Copa Mundial de Fútbol, que se realizó en Italia entre el 8 de junio y el 8 de julio de 1990, 24 equipos clasificaron a la fase final. Los 24 equipos participantes fueron divididos en seis grupos de cuatro integrantes. De cada grupo, los dos mejores equipos se clasificaron a una segunda fase de eliminación directa, además de los cuatro mejores terceros, para determinar al campeón del evento.

## Equipos
Previamente, ciento dieciséis equipos se inscribieron para el proceso clasificatorio de cada continente, clasificando finalmente: catorce equipos de Europa (incluyendo al organizador), dos de Norteamérica, cuatro de Sudamérica (Incluyendo a Argentina, vigente campeón), dos de Asia y dos de África. De estos equipos, tres de ellos participan por primera vez en estas instancias.
En este Mundial se presentó el regreso de varias selecciones tras muchos años de ausencia: Colombia, que no participaba desde 1962; Egipto, desde 1934; Estados Unidos, desde 1950; Países Bajos, desde 1978; Rumania, desde 1970; y Suecia, desde 1978. A estos equipos se suman los debutantes: Costa Rica, siendo una de las revelaciones de esta competición al clasificar a octavos de final, por encima de Suecia y Escocia; los Emiratos Árabes Unidos e Irlanda. También fue el último Mundial para las selecciones que se desintegrarían en los siguientes años debido al fin de la Guerra Fría; como Yugoslavia, en 1992; Checoslovaquia, también en 1992; la Unión Soviética, en 1991; y Alemania Federal, que se reunificaría en ese mismo año. La selección de fútbol de México estuvo vetada de este Mundial debido a la falsificación de edades de los jugadores de la selección juvenil, mientras que la selección de Chile fue descalificada por un incidente en el partido final ante Brasil en el estadio Maracaná.
Desde esta edición la mayoría de los titulares de las selecciones sudamericanas campeonas —Argentina, Brasil y Uruguay— militan en clubes de Europa por sus mayores salarios y la globalización.
Los equipos participantes en dicho torneo son:
| Equipo (ver en detalle) | Equipo (ver en detalle) | Equipo (ver en detalle) | Participaciones previas | Participaciones previas | Participaciones previas |
| Equipo (ver en detalle) | Equipo (ver en detalle) | Equipo (ver en detalle) | Total                   | Cons.                   | Última                  |
| ----------------------- | ----------------------- | ----------------------- | ----------------------- | ----------------------- | ----------------------- |
|                         | Alemania Federal        | 2/2 estrellas           | 12                      | 10                      | 1986                    |
|                         | Argentina               | 2/2 estrellas           | 10                      | 5                       | 1986                    |
|                         | Austria                 |                         | 6                       | 1                       | 1982                    |
|                         | Bélgica                 |                         | 8                       | 3                       | 1986                    |
|                         | Brasil                  | 3/3 estrellas           | 14                      | 14                      | 1986                    |
|                         | Camerún                 |                         | 2                       | 1                       | 1982                    |
|                         | Checoslovaquia          |                         | 8                       | 1                       | 1982                    |
|                         | Colombia                |                         | 2                       | 1                       | 1962                    |
|                         | Corea del Sur           |                         | 3                       | 2                       | 1986                    |
|                         | Costa Rica              |                         | 1                       | 1                       | -                       |
|                         | Egipto                  |                         | 2                       | 1                       | 1934                    |
|                         | Emiratos Árabes Unidos  |                         | 1                       | 1                       | -                       |
|                         | Escocia                 |                         | 7                       | 5                       | 1986                    |
|                         | España                  |                         | 8                       | 4                       | 1986                    |
|                         | Estados Unidos          |                         | 4                       | 1                       | 1950                    |
|                         | Inglaterra              | 1/1 estrellas           | 9                       | 3                       | 1986                    |
|                         | Irlanda                 |                         | 1                       | 1                       | -                       |
|                         | Italia                  | 3/3 estrellas           | 12                      | 8                       | 1986                    |
|                         | Países Bajos            |                         | 5                       | 1                       | 1978                    |
|                         | Rumania                 |                         | 5                       | 1                       | 1970                    |
|                         | Suecia                  |                         | 8                       | 1                       | 1978                    |
|                         | Unión Soviética         |                         | 7                       | 3                       | 1986                    |
|                         | Uruguay                 | 2/2 estrellas           | 9                       | 2                       | 1986                    |
|                         | Yugoslavia              |                         | 8                       | 1                       | 1982                    |

## Lista de jugadores
A continuación se muestran los planteles para la fase final de la Copa Mundial de Fútbol de 1990 en Italia. Para determinar la edad de los futbolistas se tomó como referencia el 8 de junio de 1990, día del comienzo del torneo. La plantilla final de cada país estaba formada por 22 jugadores y debía ser confirmada antes del 29 de mayo.
Se permitió la sustitución de jugadores lesionados durante el torneo a discreción de la FIFA. A dos guardametas (de Argentina e Inglaterra) se les permitió reemplazar a sus homólogos lesionados bajo esta regla. Los jugadores señalados con  fueron nombrados capitanes de su equipo nacional. El número de partidos internacionales cuenta hasta el inicio de la Copa del Mundo, incluidos todos los amistosos previos al torneo.

### Grupo A

#### Austria
Entrenador:  Josef Hickersberger
| No. | Pos. | Jugador             | Fecha de nacimiento (edad)         | Apa. | Club            |
| --- | ---- | ------------------- | ---------------------------------- | ---- | --------------- |
| 1   | POR  | Klaus Lindenberger  | 28 de mayo de 1957 (33 años)       | 37   | Swarovski Tirol |
| 2   | DEF  | Ernst Aigner        | 31 de octubre de 1966 (23 años)    | 7    | Austria Vienna  |
| 3   | DEF  | Robert Pecl         | 15 de noviembre de 1965 (24 años)  | 19   | Rapid Vienna    |
| 4   | DEF  | Anton Pfeffer       | 17 de agosto de 1965 (24 años)     | 21   | Austria Vienna  |
| 5   | DEF  | Peter Schöttel      | 26 de marzo de 1967 (23 años)      | 11   | Rapid Vienna    |
| 6   | MED  | Manfred Zsak        | 22 de diciembre de 1964 (25 años)  | 28   | Austria Vienna  |
| 7   | DEF  | Kurt Russ           | 23 de noviembre de 1964 (25 años)  | 20   | First Vienna FC |
| 8   | DEF  | Peter Artner        | 20 de mayo de 1966 (24 años)       | 21   | Admira Wacker   |
| 9   | DEL  | Toni Polster        | 10 de marzo de 1964 (26 años)      | 36   | Sevilla         |
| 10  | MED  | Manfred Linzmaier   | 27 de agosto de 1962 (27 años)     | 19   | Swarovski Tirol |
| 11  | MED  | Alfred Hörtnagl     | 24 de septiembre de 1966 (23 años) | 10   | Swarovski Tirol |
| 12  | MED  | Michael Baur        | 16 de abril de 1969 (21 años)      | 1    | Swarovski Tirol |
| 13  | DEL  | Andreas Ogris       | 7 de octubre de 1964 (25 años)     | 28   | Austria Vienna  |
| 14  | DEL  | Gerhard Rodax       | 29 de agosto de 1965 (24 años)     | 16   | Admira Wacker   |
| 15  | DEL  | Christian Keglevits | 29 de enero de 1961 (29 años)      | 15   | Rapid Vienna    |
| 16  | MED  | Andreas Reisinger   | 14 de octubre de 1963 (26 años)    | 6    | Rapid Vienna    |
| 17  | DEL  | Heimo Pfeifenberger | 29 de diciembre de 1966 (23 años)  | 3    | Rapid Vienna    |
| 18  | DEF  | Michael Streiter    | 19 de enero de 1966 (24 años)      | 8    | Swarovski Tirol |
| 19  | MED  | Gerald Glatzmayer   | 14 de diciembre de 1968 (21 años)  | 5    | First Vienna FC |
| 20  | MED  | Andi Herzog         | 10 de septiembre de 1968 (21 años) | 16   | Rapid Vienna    |
| 21  | POR  | Michael Konsel      | 6 de marzo de 1962 (28 años)       | 5    | Rapid Vienna    |
| 22  | POR  | Otto Konrad         | 1 de noviembre de 1964 (25 años)   | 2    | Sturm Graz      |

#### Checoslovaquia
Entrenador:  Jozef Vengloš
| No. | Pos. | Jugador          | Fecha de nacimiento (edad)         | Apa. | Club                     |
| --- | ---- | ---------------- | ---------------------------------- | ---- | ------------------------ |
| 1   | POR  | Jan Stejskal     | 15 de enero de 1962 (28 años)      | 16   | Sparta Prague            |
| 2   | DEF  | Július Bielik    | 8 de marzo de 1962 (28 años)       | 16   | Sparta Prague            |
| 3   | DEF  | Miroslav Kadlec  | 22 de junio de 1964 (25 años)      | 20   | TJ Vítkovice             |
| 4   | MED  | Ivan Hašek       | 6 de septiembre de 1963 (26 años)  | 42   | Sparta Prague            |
| 5   | DEF  | Ján Kocian       | 13 de marzo de 1958 (32 años)      | 13   | FC St. Pauli             |
| 6   | DEF  | František Straka | 21 de mayo de 1958 (32 años)       | 32   | Borussia Mönchengladbach |
| 7   | MED  | Michal Bílek     | 13 de abril de 1965 (25 años)      | 20   | Sparta Prague            |
| 8   | MED  | Jozef Chovanec   | 7 de marzo de 1960 (30 años)       | 42   | PSV                      |
| 9   | MED  | Luboš Kubík      | 20 de enero de 1964 (26 años)      | 21   | Fiorentina               |
| 10  | DEL  | Tomáš Skuhravý   | 7 de septiembre de 1965 (24 años)  | 22   | Sparta Prague            |
| 11  | MED  | Ľubomír Moravčík | 22 de junio de 1965 (24 años)      | 16   | Plastika Nitra           |
| 12  | DEF  | Peter Fieber     | 16 de mayo de 1964 (26 años)       | 3    | Dunajská Streda          |
| 13  | MED  | Jiří Němec       | 15 de mayo de 1966 (24 años)       | 1    | Dukla Prague             |
| 14  | MED  | Vladimír Weiss   | 22 de septiembre de 1964 (25 años) | 15   | Inter Bratislava         |
| 15  | DEF  | Vladimír Kinier  | 6 de abril de 1958 (32 años)       | 9    | Slovan Bratislava        |
| 16  | DEL  | Viliam Hýravý    | 26 de noviembre de 1962 (27 años)  | 10   | Baník Ostrava            |
| 17  | DEL  | Ivo Knoflíček    | 23 de febrero de 1962 (28 años)    | 28   | FC St. Pauli             |
| 18  | DEL  | Milan Luhový     | 1 de enero de 1963 (27 años)       | 28   | Sporting Gijón           |
| 19  | DEL  | Stanislav Griga  | 4 de noviembre de 1961 (28 años)   | 32   | Feyenoord                |
| 20  | MED  | Václav Němeček   | 25 de enero de 1967 (23 años)      | 17   | Sparta Prague            |
| 21  | POR  | Luděk Mikloško   | 9 de diciembre de 1961 (28 años)   | 32   | West Ham United          |
| 22  | POR  | Peter Palúch     | 17 de febrero de 1958 (32 años)    | 0    | Plastika Nitra           |

#### Italia
Entrenador:  Azeglio Vicini
| No. | Pos. | Jugador             | Fecha de nacimiento (edad)        | Apa. | Club           |
| --- | ---- | ------------------- | --------------------------------- | ---- | -------------- |
| 1   | POR  | Walter Zenga        | 28 de abril de 1960 (30 años)     | 35   | Internazionale |
| 2   | DEF  | Franco Baresi       | 8 de mayo de 1960 (30 años)       | 39   | Milan          |
| 3   | DEF  | Giuseppe Bergomi    | 22 de diciembre de 1963 (26 años) | 65   | Internazionale |
| 4   | DEF  | Luigi De Agostini   | 7 de abril de 1961 (29 años)      | 24   | Juventus       |
| 5   | DEF  | Ciro Ferrara        | 11 de febrero de 1967 (23 años)   | 16   | Napoli         |
| 6   | DEF  | Riccardo Ferri      | 20 de agosto de 1963 (26 años)    | 29   | Internazionale |
| 7   | DEF  | Paolo Maldini       | 26 de junio de 1968 (21 años)     | 19   | Milan          |
| 8   | DEF  | Pietro Vierchowod   | 6 de abril de 1959 (31 años)      | 29   | Sampdoria      |
| 9   | MED  | Carlo Ancelotti     | 10 de junio de 1959 (30 años)     | 22   | Milan          |
| 10  | MED  | Nicola Berti        | 14 de abril de 1967 (23 años)     | 11   | Internazionale |
| 11  | MED  | Fernando De Napoli  | 15 de marzo de 1964 (26 años)     | 38   | Napoli         |
| 12  | POR  | Stefano Tacconi     | 13 de mayo de 1957 (33 años)      | 5    | Juventus       |
| 13  | MED  | Giuseppe Giannini   | 20 de agosto de 1964 (25 años)    | 34   | Roma           |
| 14  | MED  | Giancarlo Marocchi  | 4 de julio de 1965 (24 años)      | 7    | Juventus       |
| 15  | DEL  | Roberto Baggio      | 18 de febrero de 1967 (23 años)   | 8    | Fiorentina     |
| 16  | DEL  | Andrea Carnevale    | 12 de enero de 1961 (29 años)     | 8    | Napoli         |
| 17  | MED  | Roberto Donadoni    | 9 de septiembre de 1963 (26 años) | 29   | Milan          |
| 18  | DEL  | Roberto Mancini     | 27 de noviembre de 1964 (25 años) | 20   | Sampdoria      |
| 19  | DEL  | Salvatore Schillaci | 1 de diciembre de 1964 (25 años)  | 1    | Juventus       |
| 20  | DEL  | Aldo Serena         | 25 de junio de 1960 (29 años)     | 18   | Internazionale |
| 21  | DEL  | Gianluca Vialli     | 9 de julio de 1964 (25 años)      | 42   | Sampdoria      |
| 22  | POR  | Gianluca Pagliuca   | 18 de diciembre de 1966 (23 años) | 0    | Sampdoria      |

#### Estados Unidos
Entrenador:  Robert Gansler
| No. | Pos. | Jugador              | Fecha de nacimiento (edad)         | Apa. | Club                      |
| --- | ---- | -------------------- | ---------------------------------- | ---- | ------------------------- |
| 1   | POR  | Tony Meola           | 21 de febrero de 1969 (21 años)    | 17   | Virginia Cavaliers        |
| 2   | DEF  | Steve Trittschuh     | 24 de abril de 1965 (25 años)      | 29   | Tampa Bay Rowdies         |
| 3   | DEF  | John Doyle           | 16 de marzo de 1966 (24 años)      | 21   | S.F. Bay Blackhawks       |
| 4   | DEF  | Jimmy Banks          | 2 de septiembre de 1964 (25 años)  | 26   | Milwaukee Wave            |
| 5   | DEF  | Mike Windischmann    | 6 de diciembre de 1965 (24 años)   | 42   | Albany Capitals           |
| 6   | MED  | John Harkes          | 8 de marzo de 1967 (23 años)       | 28   | Albany Capitals           |
| 7   | MED  | Tab Ramos            | 21 de septiembre de 1966 (23 años) | 23   | Figueres                  |
| 8   | DEF  | Brian Bliss          | 28 de septiembre de 1965 (24 años) | 23   | Albany Capitals           |
| 9   | DEL  | Christopher Sullivan | 18 de abril de 1965 (25 años)      | 15   | Győri                     |
| 10  | DEL  | Peter Vermes         | 21 de noviembre de 1966 (23 años)  | 20   | Volendam                  |
| 11  | DEL  | Eric Wynalda         | 9 de junio de 1969 (20 años)       | 13   | S.F. Bay Blackhawks       |
| 12  | DEF  | Paul Krumpe          | 4 de marzo de 1963 (27 años)       | 16   | Real Santa Barbara        |
| 13  | DEL  | Eric Eichmann        | 7 de mayo de 1965 (25 años)        | 21   | Fort Lauderdale Strikers  |
| 14  | MED  | John Stollmeyer      | 25 de octubre de 1962 (27 años)    | 28   | Washington Stars          |
| 15  | DEF  | Desmond Armstrong    | 2 de noviembre de 1964 (25 años)   | 14   | Baltimore Blast           |
| 16  | DEL  | Bruce Murray         | 25 de enero de 1966 (24 años)      | 38   | Washington Stars          |
| 17  | DEF  | Marcelo Balboa       | 8 de agosto de 1967 (22 años)      | 18   | San Diego Nomads          |
| 18  | POR  | Kasey Keller         | 29 de noviembre de 1969 (20 años)  | 6    | Portland Timbers          |
| 19  | MED  | Chris Henderson      | 11 de diciembre de 1970 (19 años)  | 5    | UCLA Bruins               |
| 20  | MED  | Paul Caligiuri       | 9 de marzo de 1964 (26 años)       | 33   | SV Meppen                 |
| 21  | MED  | Neil Covone          | 31 de agosto de 1969 (20 años)     | 5    | Wake Forest Demon Deacons |
| 22  | POR  | David Vanole         | 6 de febrero de 1963 (27 años)     | 13   | Los Angeles Heat          |

### Grupo B

#### Argentina
Entrenador:  Carlos Bilardo
| No. | Pos. | Jugador             | Fecha de nacimiento (edad)        | Apa. | Club                |
| --- | ---- | ------------------- | --------------------------------- | ---- | ------------------- |
| 1   | POR  | Nery Pumpido*       | 30 de julio de 1957 (32 años)     | 36   | Real Betis          |
| 2   | MED  | Sergio Batista      | 9 de noviembre de 1962 (27 años)  | 30   | River Plate         |
| 3   | DEL  | Abel Balbo          | 1 de junio de 1966 (24 años)      | 6    | Udinese             |
| 4   | MED  | José Basualdo       | 20 de junio de 1963 (26 años)     | 10   | VfB Stuttgart       |
| 5   | DEF  | Edgardo Bauza       | 26 de enero de 1958 (32 años)     | 1    | Veracruz            |
| 6   | DEL  | Gabriel Calderón    | 7 de febrero de 1960 (30 años)    | 16   | Paris Saint-Germain |
| 7   | MED  | Jorge Burruchaga    | 9 de octubre de 1962 (27 años)    | 52   | Nantes              |
| 8   | DEL  | Claudio Caniggia    | 9 de enero de 1967 (23 años)      | 16   | Atalanta            |
| 9   | DEL  | Gustavo Dezotti     | 14 de febrero de 1964 (26 años)   | 1    | Cremonese           |
| 10  | MED  | Diego Maradona      | 30 de octubre de 1960 (29 años)   | 73   | Napoli              |
| 11  | DEF  | Néstor Fabbri       | 29 de abril de 1968 (22 años)     | 7    | Racing Club         |
| 12  | POR  | Sergio Goycochea    | 17 de octubre de 1963 (26 años)   | 1    | Millonarios         |
| 13  | DEF  | Néstor Lorenzo      | 28 de febrero de 1966 (24 años)   | 12   | Bari                |
| 14  | MED  | Ricardo Giusti      | 11 de diciembre de 1956 (33 años) | 47   | Independiente       |
| 15  | DEF  | Pedro Monzón        | 23 de febrero de 1962 (28 años)   | 10   | Independiente       |
| 16  | DEF  | Julio Olarticoechea | 18 de octubre de 1958 (31 años)   | 19   | Racing Club         |
| 17  | DEF  | Roberto Sensini     | 12 de octubre de 1966 (23 años)   | 16   | Udinese             |
| 18  | DEF  | José Serrizuela     | 16 de junio de 1962 (27 años)     | 1    | River Plate         |
| 19  | DEF  | Oscar Ruggeri       | 26 de enero de 1962 (28 años)     | 50   | Real Madrid         |
| 20  | DEF  | Juan Simón          | 2 de marzo de 1960 (30 años)      | 3    | Boca Juniors        |
| 21  | MED  | Pedro Troglio       | 28 de julio de 1965 (24 años)     | 12   | Lazio               |
| 22  | POR  | Fabián Cancelarich  | 20 de diciembre de 1965 (24 años) | 0    | Ferro Carril Oeste  |

| No. | Pos. | Jugador       | Fecha de nacimiento (edad)    | Apa. | Club        |
| --- | ---- | ------------- | ----------------------------- | ---- | ----------- |
| 1   | POR  | Ángel Comizzo | 27 de abril de 1962 (28 años) | 0    | River Plate |

 * Tras la rotura de la tibia y el peroné del arquero Nery Alberto Pumpido, se autorizó al equipo argentino a sustituirlo por Ángel David Comizzo, quien se incorporó al equipo como tercer guardameta.

#### Camerún
Entrenador:  Valery Nepomnyashchy
| No. | Pos. | Jugador             | Fecha de nacimiento (edad)         | Apa. | Club               |
| --- | ---- | ------------------- | ---------------------------------- | ---- | ------------------ |
| 1   | POR  | Joseph-Antoine Bell | 8 de octubre de 1954 (35 años)     | 3    | Bordeaux           |
| 2   | DEF  | André Kana-Biyik    | 1 de septiembre de 1965 (24 años)  | 41   | Metz               |
| 3   | MED  | Jules Onana         | 12 de junio de 1964 (25 años)      | 6    | Canon Yaoundé      |
| 4   | DEF  | Benjamin Massing    | 20 de junio de 1962 (27 años)      | 0    | Créteil            |
| 5   | DEF  | Bertin Ebwellé      | 11 de septiembre de 1962 (27 años) | 16   | Tonnerre Yaoundé   |
| 6   | DEF  | Emmanuel Kundé      | 15 de julio de 1956 (33 años)      | 82   | Prévoyance Yaoundé |
| 7   | DEL  | François Omam-Biyik | 21 de mayo de 1966 (24 años)       | 34   | Stade Lavallois    |
| 8   | MED  | Émile Mbouh         | 30 de mayo de 1966 (24 años)       | 38   | Chênois            |
| 9   | DEL  | Roger Milla         | 20 de mayo de 1952 (38 años)       | 56   | JS Saint-Pierroise |
| 10  | MED  | Louis-Paul M'Fédé   | 26 de febrero de 1961 (29 años)    | 40   | Canon Yaoundé      |
| 11  | DEL  | Eugène Ekéké        | 30 de mayo de 1960 (30 años)       | 2    | Valenciennes       |
| 12  | DEF  | Alphonse Yombi      | 30 de junio de 1969 (20 años)      | ?    | Canon Yaoundé      |
| 13  | DEF  | Jean-Claude Pagal   | 15 de septiembre de 1964 (25 años) | 0    | La Roche Vendée    |
| 14  | DEF  | Stephen Tataw       | 31 de marzo de 1963 (27 años)      | 29   | Tonnerre Yaoundé   |
| 15  | MED  | Thomas Libiih       | 17 de noviembre de 1967 (22 años)  | 0    | Tonnerre Yaoundé   |
| 16  | POR  | Thomas N'Kono       | 20 de julio de 1956 (33 años)      | 57   | Espanyol           |
| 17  | DEF  | Victor N'Dip        | 20 de agosto de 1967 (22 años)     | 16   | Canon Yaoundé      |
| 18  | DEL  | Bonaventure Djonkep | 20 de agosto de 1961 (28 años)     | 49   | Union Douala       |
| 19  | MED  | Roger Feutmba       | 31 de octubre de 1968 (21 años)    | 0    | Union Douala       |
| 20  | MED  | Cyrille Makanaky    | 28 de junio de 1965 (24 años)      | 0    | Toulon             |
| 21  | MED  | Emmanuel Maboang    | 27 de noviembre de 1968 (21 años)  | 0    | Canon Yaoundé      |
| 22  | POR  | Jacques Songo'o     | 17 de marzo de 1964 (26 años)      | 38   | Toulon             |

#### Rumania
Entrenador:  Emerich Jenei
| No. | Pos. | Jugador          | Fecha de nacimiento (edad)         | Apa. | Club                  |
| --- | ---- | ---------------- | ---------------------------------- | ---- | --------------------- |
| 1   | POR  | Silviu Lung      | 9 de septiembre de 1956 (33 años)  | 65   | Steaua București      |
| 2   | DEF  | Mircea Rednic    | 9 de abril de 1962 (28 años)       | 74   | Dinamo București      |
| 3   | DEF  | Michael Klein    | 10 de octubre de 1959 (30 años)    | 78   | Dinamo București      |
| 4   | DEF  | Ioan Andone      | 15 de marzo de 1960 (30 años)      | 49   | Dinamo București      |
| 5   | MED  | Iosif Rotariu    | 27 de septiembre de 1962 (27 años) | 11   | Steaua București      |
| 6   | DEF  | Gheorghe Popescu | 9 de octubre de 1967 (22 años)     | 18   | Universitatea Craiova |
| 7   | DEL  | Marius Lăcătuș   | 5 de abril de 1964 (26 años)       | 38   | Steaua București      |
| 8   | MED  | Ioan Sabău       | 12 de febrero de 1968 (22 años)    | 21   | Dinamo București      |
| 9   | DEL  | Rodion Cămătaru  | 22 de junio de 1958 (31 años)      | 74   | Charleroi             |
| 10  | MED  | Gheorghe Hagi    | 5 de febrero de 1965 (25 años)     | 59   | Steaua București      |
| 11  | MED  | Dănuț Lupu       | 27 de febrero de 1967 (23 años)    | 7    | Dinamo București      |
| 12  | POR  | Bogdan Stelea    | 5 de diciembre de 1967 (22 años)   | 3    | Dinamo București      |
| 13  | DEF  | Adrian Popescu   | 26 de junio de 1960 (29 años)      | 1    | Universitatea Craiova |
| 14  | DEL  | Florin Răducioiu | 17 de marzo de 1970 (20 años)      | 3    | Dinamo București      |
| 15  | MED  | Dorin Mateuț     | 5 de agosto de 1965 (24 años)      | 45   | Dinamo București      |
| 16  | MED  | Daniel Timofte   | 1 de octubre de 1967 (22 años)     | 4    | Dinamo București      |
| 17  | DEL  | Ilie Dumitrescu  | 6 de enero de 1969 (21 años)       | 9    | Steaua București      |
| 18  | DEL  | Gavril Balint    | 3 de enero de 1963 (27 años)       | 24   | Steaua București      |
| 19  | DEF  | Emil Săndoi      | 1 de marzo de 1965 (25 años)       | 8    | Universitatea Craiova |
| 20  | MED  | Zsolt Muzsnay    | 20 de agosto de 1965 (24 años)     | 6    | Steaua București      |
| 21  | MED  | Ioan Lupescu     | 9 de diciembre de 1968 (21 años)   | 4    | Dinamo București      |
| 22  | POR  | Gheorghe Liliac  | 22 de abril de 1959 (31 años)      | 2    | Petrolul Ploiești     |

#### Unión Soviética
Entrenador:  Valeriy Lobanovskyi
| No. | Pos. | Jugador              | Fecha de nacimiento (edad)         | Apa. | Club              |
| --- | ---- | -------------------- | ---------------------------------- | ---- | ----------------- |
| 1   | POR  | Rinat Dasayev        | 13 de junio de 1957 (32 años)      | 90   | Sevilla           |
| 2   | DEF  | Volodymyr Bezsonov   | 5 de marzo de 1958 (32 años)       | 77   | Dinamo Kiev       |
| 3   | DEF  | Vagiz Khidiyatullin  | 3 de marzo de 1959 (31 años)       | 55   | Toulouse          |
| 4   | DEF  | Oleh Kuznetsov       | 22 de marzo de 1963 (27 años)      | 49   | Dinamo Kiev       |
| 5   | DEF  | Anatoliy Demyanenko  | 19 de febrero de 1959 (31 años)    | 79   | Dinamo Kiev       |
| 6   | MED  | Vasyl Rats           | 25 de abril de 1961 (29 años)      | 46   | Dinamo Kiev       |
| 7   | MED  | Sergei Aleinikov     | 7 de noviembre de 1961 (28 años)   | 61   | Juventus          |
| 8   | MED  | Gennadiy Lytovchenko | 11 de septiembre de 1963 (26 años) | 54   | Dinamo Kiev       |
| 9   | MED  | Oleksandr Zavarov    | 20 de abril de 1961 (29 años)      | 38   | Juventus          |
| 10  | DEL  | Oleh Protasov        | 4 de febrero de 1964 (26 años)     | 60   | Dinamo Kiev       |
| 11  | DEL  | Igor Dobrovolski     | 27 de agosto de 1967 (22 años)     | 13   | Dynamo Moscow     |
| 12  | MED  | Aleksandr Borodyuk   | 30 de noviembre de 1962 (27 años)  | 5    | Schalke 04        |
| 13  | DEF  | Akhrik Tsveiba       | 10 de septiembre de 1966 (23 años) | 3    | Dinamo Kiev       |
| 14  | DEL  | Volodymyr Lyutyi     | 24 de abril de 1962 (28 años)      | 2    | Schalke 04        |
| 15  | MED  | Ivan Yaremchuk       | 19 de marzo de 1962 (28 años)      | 16   | Dinamo Kiev       |
| 16  | POR  | Viktor Chanov        | 21 de julio de 1959 (30 años)      | 21   | Dinamo Kiev       |
| 17  | MED  | Andrei Zygmantovich  | 2 de diciembre de 1962 (27 años)   | 34   | Dynamo Minsk      |
| 18  | MED  | Igor Shalimov        | 2 de febrero de 1969 (21 años)     | 0    | Spartak Moscow    |
| 19  | DEF  | Sergei Fokin         | 26 de julio de 1961 (28 años)      | 3    | CSKA Moscow       |
| 20  | DEF  | Sergei Gorlukovich   | 18 de noviembre de 1961 (28 años)  | 15   | Borussia Dortmund |
| 21  | MED  | Valeri Broshin       | 19 de octubre de 1962 (27 años)    | 2    | CSKA Moscow       |
| 22  | POR  | Aleksandr Uvarov     | 13 de enero de 1960 (30 años)      | 1    | Dynamo Moscow     |

### Grupo C

#### Brasil
Entrenador:  Sebastião Lazaroni
| No. | Pos. | Jugador          | Fecha de nacimiento (edad)         | Apa. | Club             |
| --- | ---- | ---------------- | ---------------------------------- | ---- | ---------------- |
| 1   | POR  | Cláudio Taffarel | 8 de mayo de 1966 (24 años)        | 26   | Internacional    |
| 2   | DEF  | Jorginho         | 17 de agosto de 1964 (25 años)     | 22   | Bayer Leverkusen |
| 3   | DEF  | Ricardo Gomes    | 13 de diciembre de 1964 (25 años)  | 30   | Benfica          |
| 4   | MED  | Dunga            | 31 de octubre de 1963 (26 años)    | 21   | Fiorentina       |
| 5   | MED  | Alemão           | 22 de noviembre de 1961 (28 años)  | 32   | Napoli           |
| 6   | DEF  | Branco           | 4 de abril de 1964 (26 años)       | 34   | Porto            |
| 7   | MED  | Bismarck         | 11 de septiembre de 1969 (20 años) | 10   | Vasco da Gama    |
| 8   | MED  | Valdo            | 12 de enero de 1964 (26 años)      | 38   | Benfica          |
| 9   | DEL  | Careca           | 5 de octubre de 1960 (29 años)     | 46   | Napoli           |
| 10  | MED  | Paulo Silas      | 27 de agosto de 1965 (24 años)     | 29   | Sporting CP      |
| 11  | DEL  | Romário          | 29 de enero de 1966 (24 años)      | 24   | PSV              |
| 12  | POR  | Acácio           | 20 de enero de 1959 (31 años)      | 6    | Vasco da Gama    |
| 13  | DEF  | Carlos Mozer     | 19 de septiembre de 1960 (29 años) | 27   | Marseille        |
| 14  | DEF  | Aldair           | 30 de noviembre de 1965 (24 años)  | 18   | Benfica          |
| 15  | DEL  | Müller           | 31 de enero de 1966 (24 años)      | 31   | Torino           |
| 16  | DEL  | Bebeto           | 16 de febrero de 1964 (26 años)    | 26   | Vasco da Gama    |
| 17  | DEL  | Renato Gaúcho    | 9 de septiembre de 1962 (27 años)  | 23   | Flamengo         |
| 18  | DEF  | Mazinho          | 8 de abril de 1966 (24 años)       | 17   | Vasco da Gama    |
| 19  | DEF  | Ricardo Rocha    | 11 de septiembre de 1962 (27 años) | 14   | São Paulo        |
| 20  | MED  | Tita             | 1 de abril de 1958 (32 años)       | 31   | Vasco da Gama    |
| 21  | DEF  | Mauro Galvão     | 19 de diciembre de 1961 (28 años)  | 20   | Botafogo         |
| 22  | POR  | Zé Carlos        | 7 de febrero de 1962 (28 años)     | 3    | Flamengo         |

#### Costa Rica
Entrenador:  Bora Milutinović
| No. | Pos. | Jugador                | Fecha de nacimiento (edad)        | Apa. | Club                 |
| --- | ---- | ---------------------- | --------------------------------- | ---- | -------------------- |
| 1   | POR  | Luis Gabelo Conejo     | 1 de enero de 1960 (30 años)      | 0    | Ramonense            |
| 2   | DEF  | Vladimir Quesada       | 12 de mayo de 1966 (24 años)      | 0    | Saprissa             |
| 3   | DEF  | Róger Flores           | 26 de mayo de 1959 (31 años)      | 0    | Saprissa             |
| 4   | DEF  | Ronald González Brenes | 8 de agosto de 1970 (19 años)     | 4    | Saprissa             |
| 5   | DEF  | Marvin Obando          | 4 de abril de 1960 (30 años)      | 6    | Herediano            |
| 6   | MED  | José Carlos Chaves     | 3 de septiembre de 1958 (31 años) | 0    | Alajuelense          |
| 7   | DEL  | Hernán Medford         | 23 de mayo de 1968 (22 años)      | 18   | Saprissa             |
| 8   | MED  | Germán Chavarría       | 19 de marzo de 1958 (32 años)     | 3    | Herediano            |
| 9   | MED  | Alexandre Guimarães    | 7 de noviembre de 1959 (30 años)  | 0    | Saprissa             |
| 10  | MED  | Óscar Ramírez          | 8 de diciembre de 1964 (25 años)  | 25   | Alajuelense          |
| 11  | DEL  | Claudio Jara           | 6 de mayo de 1959 (31 años)       | 0    | Herediano            |
| 12  | MED  | Róger Gómez            | 7 de febrero de 1965 (25 años)    | 0    | Cartaginés           |
| 13  | MED  | Miguel Davis           | 18 de junio de 1966 (23 años)     | 0    | Alajuelense          |
| 14  | MED  | Juan Cayasso           | 24 de junio de 1961 (28 años)     | 1    | Saprissa             |
| 15  | DEF  | Ronald Marín           | 2 de noviembre de 1962 (27 años)  | 3    | Herediano            |
| 16  | DEL  | José Jaikel            | 3 de abril de 1966 (24 años)      | 0    | Saprissa             |
| 17  | MED  | Roy Myers              | 13 de abril de 1969 (21 años)     | 0    | Limonense            |
| 18  | DEF  | Geovanny Jara          | 20 de julio de 1967 (22 años)     | 0    | Herediano            |
| 19  | DEF  | Héctor Marchena        | 4 de enero de 1965 (25 años)      | 0    | Cartaginés           |
| 20  | DEF  | Mauricio Montero       | 19 de octubre de 1963 (26 años)   | 21   | Alajuelense          |
| 21  | POR  | Hermidio Barrantes     | 2 de septiembre de 1964 (25 años) | 0    | Municipal Puntarenas |
| 22  | POR  | Miguel Segura          | 2 de septiembre de 1963 (26 años) | 0    | Saprissa             |

#### Escocia
Entrenador:  Andy Roxburgh
| No. | Pos. | Jugador          | Fecha de nacimiento (edad)         | Apa. | Club                |
| --- | ---- | ---------------- | ---------------------------------- | ---- | ------------------- |
| 1   | POR  | Jim Leighton     | 24 de julio de 1958 (31 años)      | 55   | Manchester United   |
| 2   | DEF  | Alex McLeish     | 21 de enero de 1959 (31 años)      | 69   | Aberdeen            |
| 3   | DEF  | Roy Aitken       | 24 de noviembre de 1958 (31 años)  | 53   | Newcastle United    |
| 4   | DEF  | Richard Gough    | 5 de abril de 1962 (28 años)       | 49   | Rangers             |
| 5   | MED  | Paul McStay      | 22 de octubre de 1964 (25 años)    | 46   | Celtic              |
| 6   | DEF  | Maurice Malpas   | 3 de agosto de 1962 (27 años)      | 34   | Dundee United       |
| 7   | DEL  | Mo Johnston      | 13 de abril de 1963 (27 años)      | 33   | Rangers             |
| 8   | MED  | Jim Bett         | 25 de noviembre de 1959 (30 años)  | 24   | Aberdeen            |
| 9   | DEL  | Ally McCoist     | 24 de septiembre de 1962 (27 años) | 23   | Rangers             |
| 10  | MED  | Murdo MacLeod    | 24 de septiembre de 1958 (31 años) | 14   | Borussia Dortmund   |
| 11  | DEF  | Gary Gillespie   | 5 de julio de 1960 (29 años)       | 11   | Liverpool           |
| 12  | POR  | Andy Goram       | 13 de abril de 1964 (26 años)      | 9    | Hibernian           |
| 13  | DEL  | Gordon Durie     | 6 de diciembre de 1965 (24 años)   | 6    | Chelsea             |
| 14  | DEL  | Alan McInally    | 10 de febrero de 1963 (27 años)    | 7    | Bayern Munich       |
| 15  | DEF  | Craig Levein     | 22 de octubre de 1964 (25 años)    | 5    | Heart of Midlothian |
| 16  | MED  | Stuart McCall    | 10 de junio de 1964 (25 años)      | 5    | Everton             |
| 17  | DEF  | Stewart McKimmie | 27 de octubre de 1962 (27 años)    | 4    | Aberdeen            |
| 18  | MED  | John Collins     | 31 de enero de 1968 (22 años)      | 4    | Hibernian           |
| 19  | DEF  | David McPherson  | 28 de enero de 1964 (26 años)      | 4    | Heart of Midlothian |
| 20  | MED  | Gary McAllister  | 25 de diciembre de 1964 (25 años)  | 3    | Leicester City      |
| 21  | DEL  | Robert Fleck     | 11 de agosto de 1965 (24 años)     | 1    | Norwich City        |
| 22  | POR  | Bryan Gunn       | 22 de diciembre de 1963 (26 años)  | 1    | Norwich City        |

Este equipo se numeró de acuerdo con el número de partidos que cada jugador había disputado hasta ese momento. La excepción fue el portero Jim Leighton, a quien se le dio la tradicional camiseta número 1.

#### Suecia
Entrenador:  Olle Nordin
| No. | Pos. | Jugador           | Fecha de nacimiento (edad)         | Apa. | Club                |
| --- | ---- | ----------------- | ---------------------------------- | ---- | ------------------- |
| 1   | POR  | Sven Andersson    | 6 de octubre de 1963 (26 años)     | 1    | Örgryte             |
| 2   | DEF  | Jan Eriksson      | 24 de agosto de 1967 (22 años)     | 1    | AIK                 |
| 3   | DEF  | Glenn Hysén       | 30 de octubre de 1959 (30 años)    | 64   | Liverpool           |
| 4   | DEF  | Peter Larsson     | 8 de marzo de 1961 (29 años)       | 36   | Ajax                |
| 5   | DEF  | Roger Ljung       | 8 de enero de 1966 (24 años)       | 19   | Young Boys          |
| 6   | DEF  | Roland Nilsson    | 27 de noviembre de 1963 (26 años)  | 32   | Sheffield Wednesday |
| 7   | MED  | Niklas Nyhlén     | 21 de marzo de 1966 (24 años)      | 8    | Malmö FF            |
| 8   | MED  | Stefan Schwarz    | 18 de abril de 1969 (21 años)      | 6    | Malmö FF            |
| 9   | MED  | Leif Engqvist     | 30 de julio de 1962 (27 años)      | 15   | Malmö FF            |
| 10  | MED  | Klas Ingesson     | 20 de agosto de 1968 (21 años)     | 11   | IFK Göteborg        |
| 11  | MED  | Ulrik Jansson     | 2 de febrero de 1968 (22 años)     | 0    | Östers IF           |
| 12  | POR  | Lars Eriksson     | 21 de septiembre de 1965 (24 años) | 3    | IFK Norrköping      |
| 13  | MED  | Anders Limpar     | 24 de septiembre de 1965 (24 años) | 21   | Cremonese           |
| 14  | MED  | Joakim Nilsson    | 31 de marzo de 1966 (24 años)      | 19   | Malmö FF            |
| 15  | MED  | Glenn Strömberg   | 5 de enero de 1960 (30 años)       | 49   | Atalanta            |
| 16  | MED  | Jonas Thern       | 20 de marzo de 1967 (23 años)      | 21   | Benfica             |
| 17  | DEL  | Tomas Brolin      | 29 de noviembre de 1969 (20 años)  | 2    | IFK Norrköping      |
| 18  | DEL  | Johnny Ekström    | 5 de marzo de 1965 (25 años)       | 32   | Cannes              |
| 19  | DEF  | Mats Gren         | 20 de diciembre de 1963 (26 años)  | 10   | Grasshopper         |
| 20  | DEL  | Mats Magnusson    | 10 de julio de 1963 (26 años)      | 29   | Benfica             |
| 21  | DEL  | Stefan Pettersson | 22 de marzo de 1963 (27 años)      | 19   | Ajax                |
| 22  | POR  | Thomas Ravelli    | 13 de agosto de 1959 (30 años)     | 72   | IFK Göteborg        |

### Grupo D

#### Colombia
Entrenador:  Francisco Maturana
| No. | Pos. | Jugador               | Fecha de nacimiento (edad)         | Apa. | Club                   |
| --- | ---- | --------------------- | ---------------------------------- | ---- | ---------------------- |
| 1   | POR  | René Higuita          | 27 de agosto de 1966 (23 años)     | 33   | Atlético Nacional      |
| 2   | DEF  | Andrés Escobar        | 13 de marzo de 1967 (23 años)      | 4    | Young Boys             |
| 3   | DEF  | Gildardo Gómez        | 13 de octubre de 1963 (26 años)    | 0    | Atlético Nacional      |
| 4   | DEF  | Luis Fernando Herrera | 12 de junio de 1962 (27 años)      | 4    | Atlético Nacional      |
| 5   | MED  | León Villa            | 12 de enero de 1960 (30 años)      | 1    | Atlético Nacional      |
| 6   | DEF  | José Ricardo Pérez    | 24 de octubre de 1963 (26 años)    | 2    | Atlético Nacional      |
| 7   | DEL  | Carlos Estrada        | 1 de noviembre de 1961 (28 años)   | 0    | Millonarios            |
| 8   | MED  | Gabriel Gómez         | 8 de diciembre de 1959 (30 años)   | 5    | Independiente Medellín |
| 9   | DEL  | Miguel Guerrero       | 7 de septiembre de 1967 (22 años)  | 0    | América de Cali        |
| 10  | MED  | Carlos Valderrama     | 2 de septiembre de 1961 (28 años)  | 26   | Montpellier            |
| 11  | MED  | Bernardo Redín        | 26 de febrero de 1963 (27 años)    | 8    | Deportivo Cali         |
| 12  | POR  | Eduardo Niño          | 8 de agosto de 1967 (22 años)      | 0    | Independiente Santa Fe |
| 13  | DEF  | Carlos Hoyos          | 28 de febrero de 1962 (28 años)    | 24   | Atlético Junior        |
| 14  | MED  | Leonel Álvarez        | 29 de julio de 1965 (24 años)      | 35   | Atlético Nacional      |
| 15  | DEF  | Luis Carlos Perea     | 29 de diciembre de 1963 (26 años)  | 33   | Atlético Nacional      |
| 16  | DEL  | Arnoldo Iguarán       | 18 de enero de 1957 (33 años)      | 58   | Millonarios            |
| 17  | DEF  | Geovanis Cassiani     | 10 de enero de 1970 (20 años)      | 0    | Atlético Nacional      |
| 18  | DEF  | Wilmer Cabrera        | 15 de septiembre de 1967 (22 años) | 4    | América de Cali        |
| 19  | MED  | Freddy Rincón         | 14 de agosto de 1966 (23 años)     | 9    | América de Cali        |
| 20  | MED  | Luis Fajardo          | 18 de agosto de 1963 (26 años)     | 0    | Atlético Nacional      |
| 21  | DEF  | Alexis Mendoza        | 8 de noviembre de 1961 (28 años)   | 1    | Atlético Junior        |
| 22  | DEL  | Rubén Darío Hernández | 19 de febrero de 1965 (25 años)    | 1    | Millonarios            |

#### Emiratos Árabes Unidos
Entrenador:  Carlos Alberto Parreira
| No. | Pos. | Jugador               | Fecha de nacimiento (edad)         | Apa. | Club            |
| --- | ---- | --------------------- | ---------------------------------- | ---- | --------------- |
| 1   | POR  | Abdullah Musa         | 2 de marzo de 1958 (32 años)       | 0    | Al-Ahli         |
| 2   | DEF  | Khalil Ghanim         | 12 de noviembre de 1964 (25 años)  | 4    | Al Khaleej Club |
| 3   | MED  | Ali Thani Jumaa       | 18 de agosto de 1968 (21 años)     | 3    | Sharjah         |
| 4   | DEF  | Mubarak Ghanim        | 3 de septiembre de 1963 (26 años)  | 3    | Al Khaleej Club |
| 5   | MED  | Abdualla Sultan       | 1 de octubre de 1963 (26 años)     | 4    | Al Khaleej Club |
| 6   | DEF  | Abdulrahman Mohamed   | 1 de octubre de 1963 (26 años)     | 0    | Al-Nasr         |
| 7   | DEL  | Fahad Khamees         | 24 de enero de 1962 (28 años)      | 2    | Al-Wasl         |
| 8   | MED  | Khalid Ismaïl         | 7 de julio de 1965 (24 años)       | 3    | Al-Nasr         |
| 9   | DEL  | Abdulaziz Mohamed     | 12 de diciembre de 1965 (24 años)  | 0    | Sharjah         |
| 10  | DEL  | Adnan Al Talyani      | 30 de octubre de 1964 (25 años)    | 4    | Al Shaab        |
| 11  | DEL  | Zuhair Bakheet        | 13 de julio de 1967 (22 años)      | 0    | Al-Wasl         |
| 12  | DEL  | Hussain Ghuloum       | 24 de septiembre de 1969 (20 años) | 2    | Sharjah         |
| 13  | MED  | Hassan Mohamed        | 23 de agosto de 1962 (27 años)     | 4    | Al-Wasl         |
| 14  | MED  | Nasir Khamees         | 2 de agosto de 1965 (24 años)      | 0    | Al-Wasl         |
| 15  | DEF  | Ibrahim Meer          | 16 de julio de 1967 (22 años)      | 4    | Sharjah         |
| 16  | DEF  | Mohamed Salim         | 13 de enero de 1968 (22 años)      | 2    | Al-Ahli         |
| 17  | POR  | Muhsin Musabah        | 1 de octubre de 1964 (25 años)     | 4    | Sharjah         |
| 18  | MED  | Fahad Abdulrahman     | 10 de octubre de 1962 (27 años)    | 3    | Al-Wasl         |
| 19  | DEF  | Eissa Meer            | 16 de julio de 1967 (22 años)      | 2    | Sharjah         |
| 20  | DEF  | Yousuf Hussain        | 8 de julio de 1965 (24 años)       | 0    | Sharjah         |
| 21  | DEF  | Abdulrahman Al-Haddad | 23 de marzo de 1966 (24 años)      | 0    | Sharjah         |
| 22  | POR  | Abdulqadir Hassan     | 15 de abril de 1962 (28 años)      | 8    | Al Shabab       |

#### Alemania Federal
Entrenador:  Franz Beckenbauer
| No. | Pos. | Jugador           | Fecha de nacimiento (edad)         | Apa. | Club                |
| --- | ---- | ----------------- | ---------------------------------- | ---- | ------------------- |
| 1   | POR  | Bodo Illgner      | 7 de abril de 1967 (23 años)       | 15   | 1. FC Köln          |
| 2   | DEF  | Stefan Reuter     | 16 de octubre de 1966 (23 años)    | 16   | Bayern Munich       |
| 3   | DEF  | Andreas Brehme    | 9 de noviembre de 1960 (29 años)   | 51   | Internazionale      |
| 4   | DEF  | Jürgen Kohler     | 6 de octubre de 1965 (24 años)     | 27   | Bayern Munich       |
| 5   | DEF  | Klaus Augenthaler | 26 de septiembre de 1957 (32 años) | 20   | Bayern Munich       |
| 6   | DEF  | Guido Buchwald    | 24 de enero de 1961 (29 años)      | 32   | VfB Stuttgart       |
| 7   | MED  | Pierre Littbarski | 16 de abril de 1960 (30 años)      | 67   | 1. FC Köln          |
| 8   | MED  | Thomas Häßler     | 30 de mayo de 1966 (24 años)       | 12   | 1. FC Köln          |
| 9   | DEL  | Rudi Völler       | 13 de abril de 1960 (30 años)      | 63   | Roma                |
| 10  | MED  | Lothar Matthäus   | 21 de marzo de 1961 (29 años)      | 74   | Internazionale      |
| 11  | DEL  | Frank Mill        | 23 de julio de 1958 (31 años)      | 17   | Borussia Dortmund   |
| 12  | POR  | Raimond Aumann    | 12 de octubre de 1963 (26 años)    | 3    | Bayern Munich       |
| 13  | DEL  | Karl-Heinz Riedle | 16 de septiembre de 1965 (24 años) | 6    | Werder Bremen       |
| 14  | DEF  | Thomas Berthold   | 12 de noviembre de 1964 (25 años)  | 35   | Roma                |
| 15  | MED  | Uwe Bein          | 26 de septiembre de 1960 (29 años) | 6    | Eintracht Frankfurt |
| 16  | DEF  | Paul Steiner      | 23 de enero de 1957 (33 años)      | 1    | 1. FC Köln          |
| 17  | MED  | Andreas Möller    | 2 de septiembre de 1967 (22 años)  | 10   | Borussia Dortmund   |
| 18  | DEL  | Jürgen Klinsmann  | 30 de julio de 1964 (25 años)      | 18   | Internazionale      |
| 19  | DEF  | Hans Pflügler     | 27 de marzo de 1960 (30 años)      | 10   | Bayern Munich       |
| 20  | MED  | Olaf Thon         | 1 de mayo de 1966 (24 años)        | 33   | Bayern Munich       |
| 21  | MED  | Günter Hermann    | 5 de diciembre de 1960 (29 años)   | 2    | Werder Bremen       |
| 22  | POR  | Andreas Köpke     | 12 de marzo de 1962 (28 años)      | 1    | 1. FC Nürnberg      |

#### Yugoslavia
Entrenador:  Ivica Osim
| No. | Pos. | Jugador             | Fecha de nacimiento (edad)         | Apa. | Club                |
| --- | ---- | ------------------- | ---------------------------------- | ---- | ------------------- |
| 1   | POR  | Tomislav Ivković    | 11 de agosto de 1960 (29 años)     | 26   | Sporting CP         |
| 2   | DEF  | Vujadin Stanojković | 10 de septiembre de 1963 (26 años) | 16   | Partizan            |
| 3   | DEF  | Predrag Spasić      | 13 de mayo de 1965 (25 años)       | 18   | Partizan            |
| 4   | DEF  | Zoran Vulić         | 4 de octubre de 1961 (28 años)     | 15   | Mallorca            |
| 5   | DEF  | Faruk Hadžibegić    | 7 de octubre de 1957 (32 años)     | 45   | Sochaux             |
| 6   | DEF  | Davor Jozić         | 22 de septiembre de 1960 (29 años) | 17   | Cesena              |
| 7   | MED  | Dragoljub Brnović   | 2 de noviembre de 1963 (26 años)   | 20   | Metz                |
| 8   | MED  | Safet Sušić         | 13 de abril de 1955 (35 años)      | 47   | Paris Saint-Germain |
| 9   | DEL  | Darko Pančev        | 7 de septiembre de 1965 (24 años)  | 14   | Red Star Belgrade   |
| 10  | MED  | Dragan Stojković    | 3 de marzo de 1965 (25 años)       | 33   | Red Star Belgrade   |
| 11  | DEL  | Zlatko Vujović      | 26 de agosto de 1958 (31 años)     | 63   | Paris Saint-Germain |
| 12  | POR  | Fahrudin Omerović   | 26 de agosto de 1961 (28 años)     | 0    | Partizan            |
| 13  | MED  | Srečko Katanec      | 16 de julio de 1963 (26 años)      | 26   | Sampdoria           |
| 14  | DEL  | Alen Bokšić         | 21 de enero de 1970 (20 años)      | 0    | Hajduk Split        |
| 15  | MED  | Robert Prosinečki   | 12 de enero de 1969 (21 años)      | 7    | Red Star Belgrade   |
| 16  | MED  | Refik Šabanadžović  | 2 de agosto de 1965 (24 años)      | 4    | Red Star Belgrade   |
| 17  | MED  | Robert Jarni        | 26 de octubre de 1968 (21 años)    | 1    | Hajduk Split        |
| 18  | DEF  | Mirsad Baljić       | 4 de marzo de 1962 (28 años)       | 28   | Sion                |
| 19  | MED  | Dejan Savićević     | 15 de septiembre de 1966 (23 años) | 13   | Red Star Belgrade   |
| 20  | DEL  | Davor Šuker         | 1 de enero de 1968 (22 años)       | 0    | Dinamo Zagreb       |
| 21  | DEF  | Andrej Panadić      | 9 de marzo de 1969 (21 años)       | 3    | Dinamo Zagreb       |
| 22  | POR  | Dragoje Leković     | 21 de noviembre de 1967 (22 años)  | 3    | Budućnost Titograd  |

### Grupo E

#### Bélgica
Entrenador:  Guy Thys
| No. | Pos. | Jugador               | Fecha de nacimiento (edad)        | Apa. | Club           |
| --- | ---- | --------------------- | --------------------------------- | ---- | -------------- |
| 1   | POR  | Michel Preud'homme    | 24 de enero de 1959 (31 años)     | 23   | Mechelen       |
| 2   | DEF  | Eric Gerets           | 18 de mayo de 1954 (36 años)      | 80   | PSV            |
| 3   | DEF  | Philippe Albert       | 10 de agosto de 1967 (22 años)    | 7    | Mechelen       |
| 4   | DEF  | Lei Clijsters         | 6 de noviembre de 1956 (33 años)  | 36   | Mechelen       |
| 5   | MED  | Bruno Versavel        | 27 de agosto de 1967 (22 años)    | 14   | Mechelen       |
| 6   | MED  | Marc Emmers           | 25 de febrero de 1966 (24 años)   | 16   | Mechelen       |
| 7   | DEF  | Stéphane Demol        | 11 de marzo de 1966 (24 años)     | 29   | Porto          |
| 8   | MED  | Franky Van der Elst   | 30 de abril de 1961 (29 años)     | 37   | Club Brugge    |
| 9   | DEL  | Marc Degryse          | 4 de septiembre de 1965 (24 años) | 24   | Anderlecht     |
| 10  | MED  | Enzo Scifo            | 19 de febrero de 1966 (24 años)   | 39   | Auxerre        |
| 11  | MED  | Jan Ceulemans         | 28 de febrero de 1957 (33 años)   | 88   | Club Brugge    |
| 12  | POR  | Gilbert Bodart        | 2 de septiembre de 1962 (27 años) | 5    | Standard Liège |
| 13  | DEF  | Georges Grün          | 25 de enero de 1962 (28 años)     | 47   | Anderlecht     |
| 14  | DEL  | Nico Claesen          | 7 de octubre de 1962 (27 años)    | 35   | Royal Antwerp  |
| 15  | DEF  | Jean-François de Sart | 18 de diciembre de 1961 (28 años) | 3    | FC Liège       |
| 16  | DEF  | Michel De Wolf        | 19 de enero de 1958 (32 años)     | 27   | Kortrijk       |
| 17  | DEF  | Pascal Plovie         | 7 de mayo de 1965 (25 años)       | 2    | Club Brugge    |
| 18  | MED  | Lorenzo Staelens      | 30 de abril de 1964 (26 años)     | 1    | Club Brugge    |
| 19  | DEL  | Marc Van Der Linden   | 4 de febrero de 1964 (26 años)    | 17   | Anderlecht     |
| 20  | POR  | Filip De Wilde        | 5 de julio de 1964 (25 años)      | 2    | Anderlecht     |
| 21  | MED  | Marc Wilmots          | 22 de febrero de 1969 (21 años)   | 2    | Mechelen       |
| 22  | MED  | Patrick Vervoort      | 17 de enero de 1965 (25 años)     | 27   | Anderlecht     |

#### Corea del Sur
Entrenador:  Lee Hoe-taik
| No. | Pos. | Jugador         | Fecha de nacimiento (edad)      | Apa. | Club                   |
| --- | ---- | --------------- | ------------------------------- | ---- | ---------------------- |
| 1   | POR  | Kim Poong-joo   | 1 de octubre de 1961 (28 años)  | 3    | Daewoo Royals          |
| 2   | DEF  | Park Kyung-hoon | 19 de enero de 1961 (29 años)   | 11   | POSCO Atoms            |
| 3   | DEF  | Choi Kang-hee   | 12 de abril de 1959 (31 años)   | 6    | Hyundai Horangi        |
| 4   | DEF  | Yoon Deok-yeo   | 25 de marzo de 1961 (29 años)   | 0    | Hyundai Horangi        |
| 5   | DEF  | Chung Yong-hwan | 10 de febrero de 1960 (30 años) | 12   | Daewoo Royals          |
| 6   | DEL  | Lee Tae-ho      | 29 de enero de 1961 (29 años)   | 6    | Daewoo Royals          |
| 7   | MED  | Noh Soo-jin     | 10 de febrero de 1962 (28 años) | 4    | Yukong Elephants       |
| 8   | DEL  | Chung Hae-won   | 1 de julio de 1959 (30 años)    | 6    | Daewoo Royals          |
| 9   | MED  | Hwangbo Kwan    | 1 de marzo de 1965 (25 años)    | 1    | Yukong Elephants       |
| 10  | DEL  | Lee Sang-yoon   | 10 de abril de 1969 (21 años)   | 0    | Ilhwa Chunma           |
| 11  | DEL  | Byun Byung-joo  | 26 de abril de 1961 (29 años)   | 11   | Hyundai Horangi        |
| 12  | MED  | Lee Heung-sil   | 10 de julio de 1961 (28 años)   | 0    | POSCO Atoms            |
| 13  | DEF  | Chung Jong-soo  | 27 de marzo de 1961 (29 años)   | 1    | Hyundai Horangi        |
| 14  | DEL  | Choi Soon-ho    | 10 de enero de 1962 (28 años)   | 76   | Lucky-Goldstar Hwangso |
| 15  | DEF  | Cho Min-kook    | 5 de julio de 1963 (26 años)    | 10   | Lucky-Goldstar Hwangso |
| 16  | MED  | Kim Joo-sung    | 17 de enero de 1966 (24 años)   | 11   | Daewoo Royals          |
| 17  | DEF  | Gu Sang-bum     | 15 de junio de 1964 (25 años)   | 9    | Lucky-Goldstar Hwangso |
| 18  | DEL  | Hwang Sun-hong  | 14 de julio de 1968 (21 años)   | 7    | Konkuk University      |
| 19  | POR  | Jeong Gi-dong   | 13 de mayo de 1961 (29 años)    | ?    | POSCO Atoms            |
| 20  | DEF  | Hong Myung-bo   | 12 de febrero de 1969 (21 años) | 4    | Korea University       |
| 21  | POR  | Choi In-young   | 5 de marzo de 1962 (28 años)    | 0    | Hyundai Horangi        |
| 22  | MED  | Lee Young-jin   | 27 de octubre de 1963 (26 años) | 0    | Lucky-Goldstar Hwangso |

#### España
Entrenador:  Luis Suárez
| No. | Pos. | Jugador                | Fecha de nacimiento (edad)         | Apa. | Club            |
| --- | ---- | ---------------------- | ---------------------------------- | ---- | --------------- |
| 1   | POR  | Andoni Zubizarreta     | 23 de octubre de 1961 (28 años)    | 49   | Barcelona       |
| 2   | DEF  | Miguel Porlán          | 12 de octubre de 1961 (28 años)    | 22   | Real Madrid     |
| 3   | DEF  | Manuel Jiménez         | 21 de enero de 1964 (26 años)      | 13   | Sevilla         |
| 4   | DEF  | Genar Andrinua         | 9 de mayo de 1964 (26 años)        | 24   | Athletic Bilbao |
| 5   | DEF  | Manuel Sanchís         | 23 de mayo de 1965 (25 años)       | 30   | Real Madrid     |
| 6   | MED  | Rafael Vázquez         | 25 de septiembre de 1965 (24 años) | 22   | Real Madrid     |
| 7   | DEL  | Miguel Pardeza         | 8 de febrero de 1965 (25 años)     | 4    | Real Zaragoza   |
| 8   | DEF  | Enrique Sánchez        | 2 de febrero de 1965 (25 años)     | 11   | Valencia        |
| 9   | DEL  | Emilio Butragueño      | 22 de julio de 1963 (26 años)      | 49   | Real Madrid     |
| 10  | MED  | Fernando Gómez         | 11 de septiembre de 1965 (24 años) | 2    | Valencia        |
| 11  | MED  | Francisco Pérez        | 6 de agosto de 1966 (23 años)      | 7    | Real Zaragoza   |
| 12  | DEF  | Rafael Alkorta         | 16 de septiembre de 1968 (21 años) | 1    | Athletic Bilbao |
| 13  | POR  | Juan Carlos Ablanedo   | 2 de septiembre de 1963 (26 años)  | 2    | Sporting Gijón  |
| 14  | DEF  | Alberto Górriz         | 16 de febrero de 1958 (32 años)    | 8    | Real Sociedad   |
| 15  | MED  | Roberto Fernández      | 5 de julio de 1962 (27 años)       | 22   | Barcelona       |
| 16  | MED  | José María Bakero      | 11 de febrero de 1963 (27 años)    | 11   | Barcelona       |
| 17  | MED  | Fernando Hierro        | 23 de marzo de 1968 (22 años)      | 2    | Real Madrid     |
| 18  | MED  | Rafael Paz             | 2 de agosto de 1965 (24 años)      | 3    | Sevilla         |
| 19  | DEL  | Julio Salinas          | 11 de septiembre de 1962 (27 años) | 26   | Barcelona       |
| 20  | DEL  | Manuel Sánchez         | 17 de enero de 1965 (25 años)      | 13   | Atlético Madrid |
| 21  | MED  | Miguel González        | 23 de marzo de 1963 (27 años)      | 44   | Real Madrid     |
| 22  | POR  | José Manuel Ochotorena | 16 de enero de 1961 (29 años)      | 1    | Valencia        |

#### Uruguay
Entrenador:  Óscar Tabárez
| No. | Pos. | Jugador              | Fecha de nacimiento (edad)         | Apa. | Club              |
| --- | ---- | -------------------- | ---------------------------------- | ---- | ----------------- |
| 1   | POR  | Fernando Álvez       | 4 de septiembre de 1959 (30 años)  | 15   | Peñarol           |
| 2   | DEF  | Nelson Gutiérrez     | 13 de abril de 1962 (28 años)      | 53   | Hellas Verona     |
| 3   | DEF  | Hugo de León         | 27 de febrero de 1958 (32 años)    | 44   | River Plate       |
| 4   | DEF  | José Óscar Herrera   | 17 de junio de 1965 (24 años)      | 27   | Figueres          |
| 5   | MED  | José Perdomo         | 5 de enero de 1965 (25 años)       | 23   | Genoa             |
| 6   | DEF  | Alfonso Domínguez    | 24 de septiembre de 1965 (24 años) | 27   | Peñarol           |
| 7   | DEL  | Antonio Alzamendi    | 7 de junio de 1956 (34 años)       | 28   | Logroñés          |
| 8   | MED  | Santiago Ostolaza    | 10 de julio de 1962 (27 años)      | 25   | Cruz Azul         |
| 9   | DEL  | Enzo Francescoli     | 12 de noviembre de 1961 (28 años)  | 42   | Marseille         |
| 10  | MED  | Rubén Paz            | 8 de agosto de 1959 (30 años)      | 42   | Genoa             |
| 11  | DEL  | Rubén Sosa           | 25 de abril de 1966 (24 años)      | 27   | Lazio             |
| 12  | POR  | Eduardo Pereira      | 21 de marzo de 1954 (36 años)      | 10   | Independiente     |
| 13  | DEF  | Daniel Revelez       | 30 de septiembre de 1959 (30 años) | 12   | Nacional          |
| 14  | DEF  | José Pintos Saldanha | 25 de marzo de 1964 (26 años)      | 9    | Nacional          |
| 15  | MED  | Carlos Correa        | 13 de enero de 1968 (22 años)      | 18   | Peñarol           |
| 16  | MED  | Pablo Bengoechea     | 27 de junio de 1965 (24 años)      | 17   | Sevilla           |
| 17  | DEL  | Sergio Martínez      | 15 de febrero de 1969 (21 años)    | 14   | Defensor Sporting |
| 18  | DEL  | Carlos Aguilera      | 21 de septiembre de 1964 (25 años) | 50   | Genoa             |
| 19  | DEL  | Daniel Fonseca       | 13 de septiembre de 1969 (20 años) | 4    | Nacional          |
| 20  | MED  | Rubén Pereira        | 28 de enero de 1968 (22 años)      | 18   | Danubio           |
| 21  | MED  | William Castro       | 22 de mayo de 1962 (28 años)       | 8    | Nacional          |
| 22  | POR  | Javier Zeoli         | 2 de mayo de 1962 (28 años)        | 14   | Tenerife          |

### Grupo F

#### Egipto
Entrenador:  Mahmoud Al-Gohari
| No. | Pos. | Jugador           | Fecha de nacimiento (edad)         | Apa. | Club                 |
| --- | ---- | ----------------- | ---------------------------------- | ---- | -------------------- |
| 1   | POR  | Ahmed Shobair     | 28 de septiembre de 1960 (29 años) | 52   | Al Ahly              |
| 2   | DEF  | Ibrahim Hassan    | 10 de agosto de 1966 (23 años)     | 45   | Al Ahly              |
| 3   | DEF  | Rabie Yassin      | 7 de septiembre de 1960 (29 años)  | 81   | Al Ahly              |
| 4   | DEF  | Hany Ramzy        | 10 de marzo de 1969 (21 años)      | 28   | Al Ahly              |
| 5   | DEF  | Hesham Yakan      | 10 de agosto de 1962 (27 años)     | 35   | Zamalek              |
| 6   | DEF  | Ashraf Kasem      | 25 de julio de 1966 (23 años)      | 38   | Zamalek              |
| 7   | MED  | Ismail Youssef    | 28 de junio de 1964 (25 años)      | 29   | Zamalek              |
| 8   | MED  | Magdi Abdelghani  | 27 de julio de 1959 (30 años)      | 34   | Beira-Mar            |
| 9   | DEL  | Hossam Hassan     | 10 de agosto de 1966 (23 años)     | 49   | Al Ahly              |
| 10  | MED  | Gamal Abdel-Hamid | 24 de noviembre de 1957 (32 años)  | 76   | Zamalek              |
| 11  | MED  | Tarek Soliman     | 24 de enero de 1962 (28 años)      | 6    | Al-Masry             |
| 12  | MED  | Taher Abouzeid    | 10 de abril de 1962 (28 años)      | 57   | Al Ahly              |
| 13  | DEF  | Ahmed Ramzy       | 25 de octubre de 1965 (24 años)    | 27   | Zamalek              |
| 14  | MED  | Alaa Maihoub      | 19 de enero de 1963 (27 años)      | 8    | Al Ahly              |
| 15  | MED  | Saber Eid         | 1 de mayo de 1959 (31 años)        | 2    | Ghazl El-Mehalla     |
| 16  | MED  | Magdy Tolba       | 24 de febrero de 1964 (26 años)    | 1    | PAOK                 |
| 17  | DEL  | Ayman Shawky      | 9 de diciembre de 1962 (27 años)   | 4    | Al Ahly              |
| 18  | MED  | Osama Orabi       | 22 de enero de 1962 (28 años)      | 1    | Al Ahly              |
| 19  | DEL  | Adel Abdel Rahman | 11 de diciembre de 1967 (22 años)  | 0    | Al Ahly              |
| 20  | DEL  | Ahmed El-Kass     | 8 de julio de 1965 (24 años)       | 42   | El-Olympi Alexandria |
| 21  | POR  | Ayman Taher       | 7 de enero de 1966 (24 años)       | 0    | Zamalek              |
| 22  | POR  | Thabet El-Batal   | 16 de septiembre de 1953 (36 años) | 87   | Al Ahly              |

#### Inglaterra
Entrenador:  Bobby Robson
| No. | Pos. | Jugador         | Fecha de nacimiento (edad)         | Apa. | Club                    |
| --- | ---- | --------------- | ---------------------------------- | ---- | ----------------------- |
| 1   | POR  | Peter Shilton   | 18 de septiembre de 1949 (40 años) | 118  | Derby County            |
| 2   | DEF  | Gary Stevens    | 27 de marzo de 1963 (27 años)      | 39   | Rangers                 |
| 3   | DEF  | Stuart Pearce   | 24 de abril de 1962 (28 años)      | 24   | Nottingham Forest       |
| 4   | MED  | Neil Webb       | 30 de julio de 1963 (26 años)      | 19   | Manchester United       |
| 5   | DEF  | Des Walker      | 26 de noviembre de 1965 (24 años)  | 18   | Nottingham Forest       |
| 6   | DEF  | Terry Butcher   | 28 de diciembre de 1958 (31 años)  | 72   | Rangers                 |
| 7   | MED  | Bryan Robson    | 11 de enero de 1957 (33 años)      | 85   | Manchester United       |
| 8   | MED  | Chris Waddle    | 14 de diciembre de 1960 (29 años)  | 52   | Marseille               |
| 9   | DEL  | Peter Beardsley | 18 de enero de 1961 (29 años)      | 40   | Liverpool               |
| 10  | DEL  | Gary Lineker    | 30 de noviembre de 1960 (29 años)  | 51   | Tottenham Hotspur       |
| 11  | MED  | John Barnes     | 7 de noviembre de 1963 (26 años)   | 53   | Liverpool               |
| 12  | DEF  | Paul Parker     | 4 de abril de 1964 (26 años)       | 5    | Queens Park Rangers     |
| 13  | POR  | Chris Woods     | 14 de noviembre de 1959 (30 años)  | 16   | Rangers                 |
| 14  | DEF  | Mark Wright     | 1 de agosto de 1963 (26 años)      | 24   | Derby County            |
| 15  | DEF  | Tony Dorigo     | 31 de diciembre de 1965 (24 años)  | 3    | Chelsea                 |
| 16  | MED  | Steve McMahon   | 20 de agosto de 1961 (28 años)     | 12   | Liverpool               |
| 17  | MED  | David Platt     | 10 de junio de 1966 (23 años)      | 5    | Aston Villa             |
| 18  | MED  | Steve Hodge     | 25 de octubre de 1962 (27 años)    | 22   | Nottingham Forest       |
| 19  | MED  | Paul Gascoigne  | 27 de mayo de 1967 (23 años)       | 11   | Tottenham Hotspur       |
| 20  | MED  | Trevor Steven   | 21 de septiembre de 1963 (26 años) | 26   | Rangers                 |
| 21  | DEL  | Steve Bull      | 28 de marzo de 1965 (25 años)      | 7    | Wolverhampton Wanderers |
| 22  | POR  | David Seaman*   | 19 de septiembre de 1963 (26 años) | 3    | Queens Park Rangers     |

| No. | Pos. | Jugador      | Fecha de nacimiento (edad)    | Apa. | Club    |
| --- | ---- | ------------ | ----------------------------- | ---- | ------- |
| 22  | POR  | Dave Beasant | 20 de marzo de 1959 (31 años) | 2    | Chelsea |

 * David Seaman fue convocado originalmente, pero después del primer partido en Italia, tuvo que retirarse del equipo debido a una lesión en el pulgar y fue reemplazado por Dave Beasant.

#### Países Bajos
Entrenador:  Leo Beenhakker
| No. | Pos. | Jugador            | Fecha de nacimiento (edad)         | Apa. | Club       |
| --- | ---- | ------------------ | ---------------------------------- | ---- | ---------- |
| 1   | POR  | Hans van Breukelen | 4 de octubre de 1956 (33 años)     | 52   | PSV        |
| 2   | DEF  | Berry van Aerle    | 8 de diciembre de 1962 (27 años)   | 22   | PSV        |
| 3   | MED  | Frank Rijkaard     | 30 de septiembre de 1962 (27 años) | 42   | Milan      |
| 4   | DEF  | Ronald Koeman      | 21 de marzo de 1963 (27 años)      | 43   | Barcelona  |
| 5   | DEF  | Adri van Tiggelen  | 16 de junio de 1957 (32 años)      | 40   | Anderlecht |
| 6   | MED  | Jan Wouters        | 17 de julio de 1960 (29 años)      | 30   | Ajax       |
| 7   | MED  | Erwin Koeman       | 20 de septiembre de 1961 (28 años) | 23   | Mechelen   |
| 8   | MED  | Gerald Vanenburg   | 5 de marzo de 1964 (26 años)       | 36   | PSV        |
| 9   | DEL  | Marco van Basten   | 31 de octubre de 1964 (25 años)    | 35   | Milan      |
| 10  | MED  | Ruud Gullit        | 1 de septiembre de 1962 (27 años)  | 44   | Milan      |
| 11  | MED  | Richard Witschge   | 20 de septiembre de 1969 (20 años) | 4    | Ajax       |
| 12  | DEL  | Wim Kieft          | 12 de noviembre de 1962 (27 años)  | 27   | PSV        |
| 13  | DEF  | Graeme Rutjes      | 26 de marzo de 1960 (30 años)      | 7    | Mechelen   |
| 14  | DEL  | John van 't Schip  | 30 de noviembre de 1963 (26 años)  | 22   | Ajax       |
| 15  | DEL  | Bryan Roy          | 12 de febrero de 1970 (20 años)    | 2    | Ajax       |
| 16  | POR  | Joop Hiele         | 25 de diciembre de 1958 (31 años)  | 6    | Feyenoord  |
| 17  | DEL  | Hans Gillhaus      | 5 de noviembre de 1963 (26 años)   | 2    | Aberdeen   |
| 18  | DEF  | Henk Fraser        | 7 de julio de 1966 (23 años)       | 2    | Roda JC    |
| 19  | DEL  | John van Loen      | 4 de febrero de 1965 (25 años)     | 6    | Roda JC    |
| 20  | MED  | Aron Winter        | 1 de marzo de 1967 (23 años)       | 11   | Ajax       |
| 21  | DEF  | Danny Blind        | 1 de agosto de 1961 (28 años)      | 5    | Ajax       |
| 22  | POR  | Stanley Menzo      | 15 de octubre de 1963 (26 años)    | 1    | Ajax       |

#### Irlanda
Entrenador:  Jack Charlton
| No. | Pos. | Jugador         | Fecha de nacimiento (edad)         | Apa. | Club                |
| --- | ---- | --------------- | ---------------------------------- | ---- | ------------------- |
| 1   | POR  | Pat Bonner      | 24 de mayo de 1960 (30 años)       | 38   | Celtic              |
| 2   | DEF  | Chris Morris    | 24 de diciembre de 1963 (26 años)  | 21   | Celtic              |
| 3   | DEF  | Steve Staunton  | 19 de enero de 1969 (21 años)      | 13   | Liverpool           |
| 4   | DEF  | Mick McCarthy   | 7 de febrero de 1959 (31 años)     | 42   | Millwall            |
| 5   | DEF  | Kevin Moran     | 29 de abril de 1956 (34 años)      | 55   | Blackburn Rovers    |
| 6   | MED  | Ronnie Whelan   | 25 de septiembre de 1961 (28 años) | 38   | Liverpool           |
| 7   | DEF  | Paul McGrath    | 4 de diciembre de 1959 (30 años)   | 36   | Aston Villa         |
| 8   | MED  | Ray Houghton    | 9 de enero de 1962 (28 años)       | 29   | Liverpool           |
| 9   | DEL  | John Aldridge   | 18 de septiembre de 1958 (31 años) | 30   | Real Sociedad       |
| 10  | DEL  | Tony Cascarino  | 1 de septiembre de 1962 (27 años)  | 21   | Aston Villa         |
| 11  | MED  | Kevin Sheedy    | 21 de octubre de 1959 (30 años)    | 28   | Everton             |
| 12  | DEF  | David O'Leary   | 2 de mayo de 1958 (32 años)        | 51   | Arsenal             |
| 13  | MED  | Andy Townsend   | 23 de julio de 1963 (26 años)      | 12   | Norwich City        |
| 14  | DEF  | Chris Hughton   | 11 de diciembre de 1958 (31 años)  | 50   | Tottenham Hotspur   |
| 15  | DEL  | Bernie Slaven   | 13 de noviembre de 1960 (29 años)  | 4    | Middlesbrough       |
| 16  | MED  | John Sheridan   | 1 de octubre de 1964 (25 años)     | 8    | Sheffield Wednesday |
| 17  | DEL  | Niall Quinn     | 6 de octubre de 1966 (23 años)     | 15   | Manchester City     |
| 18  | DEL  | Frank Stapleton | 10 de julio de 1956 (33 años)      | 71   | Blackburn Rovers    |
| 19  | DEL  | David Kelly     | 25 de noviembre de 1965 (24 años)  | 6    | Leicester City      |
| 20  | DEL  | John Byrne      | 1 de febrero de 1961 (29 años)     | 19   | Le Havre            |
| 21  | MED  | Alan McLoughlin | 20 de abril de 1967 (23 años)      | 1    | Swindon Town        |
| 22  | POR  | Gerry Peyton    | 20 de mayo de 1956 (34 años)       | 28   | Bournemouth         |